# Loalwa Braz Vieira
Loalwa Braz Vieira (Rio de Janeiro, 3 juni 1953 – Saquarema, 19 januari 2017) was een Braziliaanse zangeres en componiste. Ze werd vooral bekend als zangeres van Kaoma met het nummer Lambada. Ze zong buiten in haar moedertaal Portugees ook in het Spaans, Engels en Frans.

## Biografie
Braz groeide op in een familie van muzikanten. Haar vader was een dirigent en haar moeder een populaire klassieke pianiste. Zelf leerde ze piano spelen toen ze vier jaar oud was en begon met zingen op een leeftijd van 13 jaar. Sinds 1985 woonde ze in Parijs en sinds 2010 ook in Genève.
In 1989 fungeerde Braz als de stem voor de wereldwijde hit Lambada van de Frans-Braziliaanse band Kaoma.

### Moord
Op 19 januari 2017 werd Braz' verkoolde lichaam aangetroffen in een uitgebrande auto in de buurt van haar woonplaats Saquarema. Ook in haar woning was volgens Braziliaanse media brand gesticht. Ze zou het slachtoffer zijn geworden van een overval.

## Discografie
Solo
- Brésil (1989)
- Recomeçar (2003)
- Ensolarado (2011)

met Kaoma
- Worldbeat (1989)
- Tribal-Pursuit (1991)
- A La Media Noche (1998)